# Gonzalo Morenas de Tejada
Gonzalo Morenas de Tejada y Martínez (Madrid, 1890-Burgo de Osma, 1927) fue un escritor y periodista español.

## Biografía

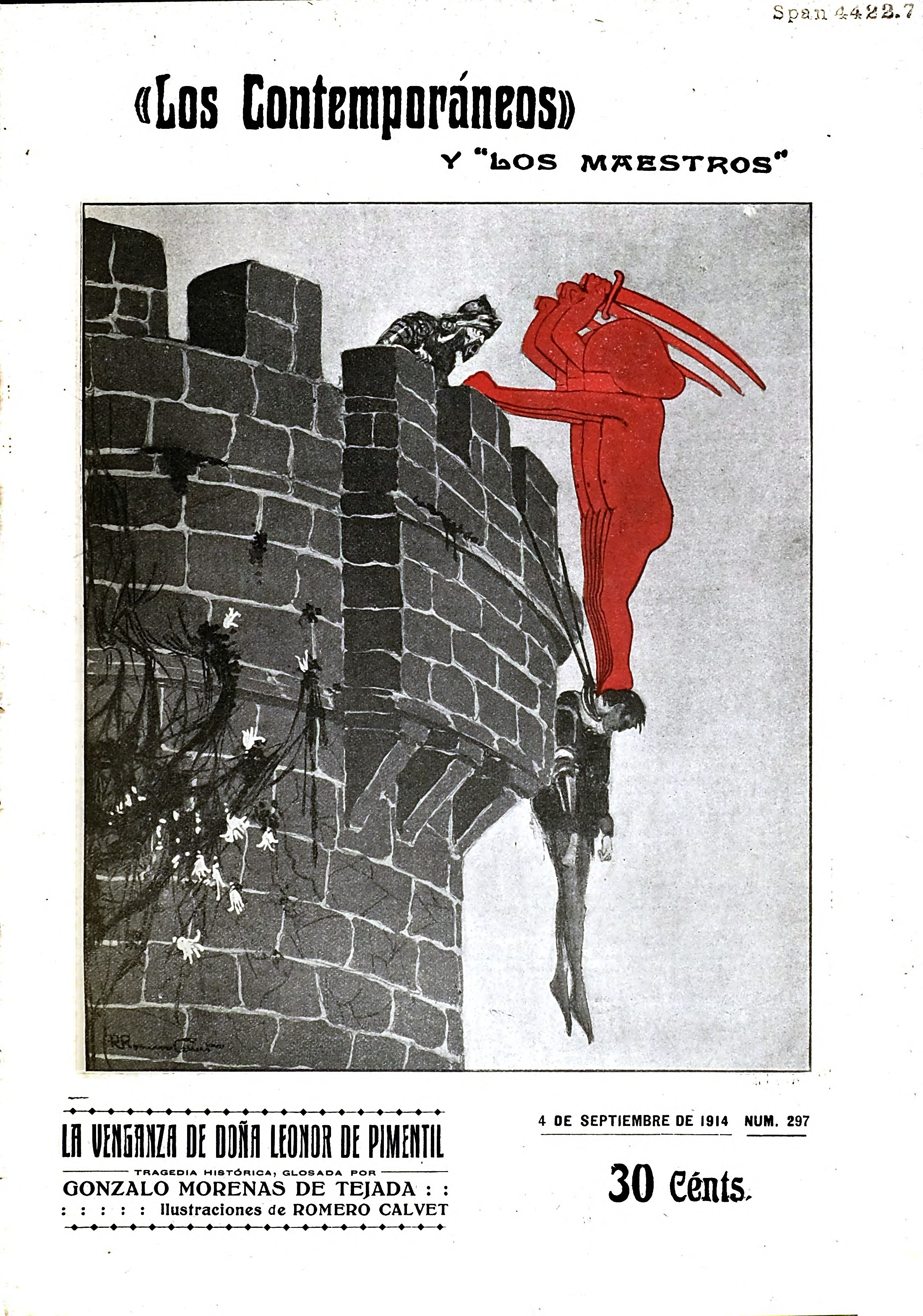
La venganza de doña Leonor de Pimentil (n.º 297 de Los Contemporáneos y los Maestros, 1914)

Nació en 1890 en Madrid, era hijo del arqueólogo Ricardo Morenas de Tejada y de Consuelo Martínez Asenjo.
Abogado de profesión, fue escritor, periodista y poeta. Involucrado con el movimiento obrero, participó del lado de los terceristas en el Congreso extraordinario del PSOE de 1921, si bien unos años más tarde volvería a ingresar en el partido socialista.  Falleció el 15 de mayo de 1927 en la localidad soriana de Burgo de Osma a causa de la tuberculosis.
Entre sus obras se encontraron títulos como El sacrificio de un ingenuo (El Libro Popular, 1913), Fuentes amargas (1914), Sor Virginia (1915) y La cumbre azul (1917).